# Лени Рифенштал
Хелене Берта Амали „Лени” Рифенштал (Берлин, 22. август 1902 — Пекинг, 8. септембар 2003) је била немачка режисерка, продуценткиња, фотограф, књижевница, плесачица и глумица, широко позната по својој естетици и напретку који је донела у филмској техници. Сматра се једном од најконтроверзнијих личности у историји филма. С једне стране, многи критичари је сматрају „иновативним филмским ствараоцем и креативним естетом“, док је с друге стране критикују због њених дела у служби пропаганде током нацистичке ере.
Талентована пливачица и уметница, Рифеншталова се током детињства заинтересовала за плес, узимајући часове и наступајући широм Европе. Након што је видела промотивни постер за филм Планина судбине из 1924. године, била је инспирисана да се посвети глуми и између 1925. и 1929. глумила је у пет успешних филмова. Рифеншталова је постала једна од ретких жена у Немачкој која је режирала филм током Вајмарске ере када је 1932. одлучила да покуша да режира сопственим филмом Плаво светло.
У другој половини 1930-их режирала је нацистичке пропагандне филмове Тријумф воље (1935) и Олимпија (1938), што је довело до пажње и признања широм света. Филмови се широко сматрају два најефикаснија и технички најиновативнија пропагандна филма икада направљена. Њено учешће у Тријумфу воље, међутим, значајно је нарушило њену каријеру и углед након Другог светског рата. Адолф Хитлер је блиско сарађивао са Рифеншталовом током продукције најмање три важна нацистичка филма, и они су успоставили пријатељски однос.
После рата, Рифеншталова је ухапшена и утврђено је да је нацистички „сапутник“, али није оптужена за ратне злочине. Током свог каснијег живота, порицала је да је знала за Холокауст и критикована је као глас одбране 'како смо могли знати?'“. Њено послератно дело укључивало је књигу аутобиографије  и две књиге фотографија о народима Нуба у Јужном Судану.

## Младост
Хелене Берта Амали „Лени” Рифенштал је рођена у Берлину 22. августа 1902. године. Њен отац, Алфред Теодор Пол Рифенштал, је поседовао успешну компанију за грејање и вентилацију и желео је да га његова ћерка прати у пословном свету. Пошто је Рифеншталова била једино дете неколико година, Алфред је желео да она настави породично име и обезбеди породично богатство. Међутим, њена мајка, Берта Ида (Шерлах), која је пре брака била хонорарна кројачица, веровала је у Рифеншталу и веровала је да је будућност њене ћерке у шоу бизнису. Рифеншталова је имала млађег брата Хајнца, који је погинуо у 39. години на Источном фронту у рату нацистичке Немачке против Совјетског Савеза.
Рифеншталова се у детињству заљубила у уметност. Почела је да слика и пише поезију са четири године. Такође је била атлета, а са дванаест година придружила се гимнастичком и пливачком клубу Никсе. Њена мајка је била уверена да ће њена ћерка одрасти да буде успешна на пољу уметности и стога јој је давала пуну подршку, за разлику од оца, који није био заинтересован за уметничке склоности његове ћерке. Године 1918, када је имала 16 година, Рифеншталова је присуствовала презентацији Снежане која ју је дубоко заинтересовала; то ју је навело да пожели да буде плесачица. Њен отац је уместо тога желео да својој ћерки обезбеди образовање које би могло да доведе до достојанственијег занимања. Његова супруга је, међутим, наставила да подржава ћеркину страст. Без мужевљевог знања, уписала је ћерку на часове плеса и балета у плесној школи Грим-Рајтер у Берлину, где је убрзо постала водећи ученик.

## Књиге
- Riefenstahl, Leni (1973). Die Nuba [The Last of the Nuba]. ISBN 978-0-312-13642-0.
- Riefenstahl, Leni (1976). Die Nuba von Kau [The Nuba People of Kau]. ISBN 978-0-312-16963-3.
- Riefenstahl, Leni (1978). Korallengärten [Coral Gardens]. ISBN 978-0-06-013591-1.
- Riefenstahl, Leni (1982). Mein Afrika [Vanishing Africa]. ISBN 978-0-517-54914-8.
- Riefenstahl, Leni (1987). Leni Riefenstahl's Memoiren [Leni Riefenstahl's Memoir]. ISBN 978-3-8228-0834-4.
- Riefenstahl, Leni (1990). Wunder unter Wasser [Wonder under Water]. ISBN 978-3-7766-1651-4.
- Riefenstahl, Leni (1995). Leni Riefenstahl: a memoir. New York: Picador. ISBN 9780312119263. (reviewed by bell hooks[19])
- Riefenstahl, Leni (2002). Africa. ISBN 978-3-8228-1616-5.
- Riefenstahl, Leni (2002). Riefenstahl Olympia. ISBN 978-3-8228-1945-6.

### Kњиге
- Aitken, Ian (2013). The Concise Routledge Encyclopedia of the Documentary Film. Routledge. ISBN 978-0415596428.
- Andrew, Geoff (1999). The Director's Vision: A Concise Guide to the Art of 250 Great Filmmakers. A Cappella. ISBN 978-1556523663.
- Bach, Steven (2007). Leni: The Life and Work of Leni Riefenstahl. Little, Brown. ISBN 978-0-31686-111-3.
- Bernstein, Arnie (2013). Swastika Nation: Fritz Kuhn and the Rise and Fall of the German-American Bund. Macmillan. ISBN 978-1250036445.
- Edmondson, Jacqueline (2007). Jesse Owens: A Biography. Greenwood Publishing. ISBN 978-0313339882.
- Gale, Thomson (2007). Video Sourcebook: A Guide to Programs Currently Available on Video in the Areas Of: Movies/Entertainment, General Interest/Education, Sports/Recreation, Fine Arts, Heal. Cengage Learning. ISBN 978-1414400990.
- Heck-Rabi, Louise (1984). Women Filmmakers: A Critical Reception. Scarecrow Press. ISBN 978-0810816602.
- Hinton, David (2000). The Films of Leni Riefenstahl. Scarecrow Press. ISBN 978-1461635062.
- Infield, Glenn (1976). Leni Riefenstahl: the Fallen Film Goddess. Crowell. ISBN 978-0690011678.
- Kenrick, Donald (2006). The Final Chapter. University of Hertfordshire. ISBN 978-1902806495.
- Langford, Michelle (2012). Directory of World Cinema: Germany. Intellect Books. ISBN 978-1841504650.
- Niven, Bill (2018). Hitler and Film: The Führer's Hidden Passion. Yale University Press. ISBN 9780300200362.
- Rhiel, Mary; O'Sickey, Ingeborg; Pages, Neil (2008). Riefenstahl Screened: An Anthology of New Criticism. Bloomsbury Publishing. ISBN 978-1441104533.
- Rother, Rainer (2003). Leni Riefenstahl: The Seduction of Genius. A&C Black. ISBN 978-0826470232.
- Salkeld, Audrey (2011). A Portrait of Leni Riefenstahl. Random House. ISBN 978-1446475270.
- Tomlinson, Alan (2012). National Identity and Global Sports Events: Culture, Politics, and Spectacle in the Olympics and the Football World Cup. SUNY Press. ISBN 978-0791482483.
- Trimborn, Jürgen (2008). Leni Riefenstahl: A Life. Faber & Faber. ISBN 978-0865479760.
- Trimborn, Jürgen (2002). Leni Riefenstahl: Eine deutsche Karriere. Biographie [Leni Riefenstahl: a German career – Biography] (на језику: немачки). Aufbau Verlag. ISBN 3-351-02536-X.

### Новине
- Buruma, Ian (14. 6. 2007). „Fascinating Narcissim”. The New York Review of Books. 54 (10). Приступљено 7. 6. 2015.
- Sontag, Susan (6. 2. 1976). „Fascinating Fascism”. The New York Review of Books. 22 (1). Приступљено 2. 6. 2015.
- Taylor, Charles (19. 4. 2007). „Ill Will”. The Nation. Приступљено 3. 6. 2015.

### Магазини
- Corliss, Richard (22. 8. 2002). „That Old Feeling: Leni's Triumph”. Time. Приступљено 7. 6. 2015.
- Downing, Taylor (8. 8. 2012). „The Olympics on Film”. History Today. Приступљено 7. 6. 2015.
- Ross, Harold Wallace; White, Katharine Sergeant Angell (1994). „Moschino”. The New Yorker. Приступљено 7. 6. 2015.
- Thurman, Judith (29. 3. 2007). „Where There's a Will: the Rise of Leni Riefenstahl”. The New Yorker. Приступљено 7. 6. 2015.

### Онлајн
- „Before Steven Speilberg there Was Leni Riefenstahl!”. Crime File News. 28. 12. 2011. Архивирано из оригинала 22. 10. 2020. г. Приступљено 7. 6. 2015.
- Connolly, Kate (18. 8. 2002). „Gypsies' Fate Gaunts Film Muse of Hitler”. The Guardian. Приступљено 3. 6. 2015.
- Davis, David (12. 9. 2003). „Pro-Nazi Filmmaker Leni Riefenstahl, 101, Dies”. The Forward. Приступљено 2. 6. 2015.
- Ebert, Roger (24. 6. 1994). „The Wonderful, Horrible Life of Leni Riefenstahl”. Chicago Sun-Times. Приступљено 7. 6. 2015.
- Erickson, Hal (2014). „Triumph of the Will”. Movies & TV Dept. The New York Times. Архивирано из оригинала 16. 9. 2014. г. Приступљено 7. 6. 2015.
- Fantz, Ashley (1. 10. 2002). „Happy Birthday, Leni Riefenstahl”. Salon. Приступљено 7. 6. 2015.
- Falcon, Richard (9. 9. 2003). „Leni Riefenstahl”. The Guardian. Приступљено 2. 6. 2015.
- Graham, Cooper (1993). „Olympia in America, 1938: Leni Riefenstahl, Hollywood, and the Kristallnacht” (PDF). Library of Congress. Приступљено 2. 6. 2015.
- Harris, Paul (29. 4. 2007). „Hollywood Tackles Hitler's Leni”. The Guardian. Приступљено 2. 6. 2015.
- „Her Films Glorified Hitler now Leni Riefenstahl's Story Hits the Screen”. The Scotsman. 11. 6. 2012. Приступљено 7. 6. 2015.
- „Hitler's Filmmaker Leni Riefenstahl Celebrates 101st Birthday”. Haaretz. 22. 8. 2003. Приступљено 7. 6. 2015.
- „Hitler's Filmmaker to Release New Film”. BBC News. 7. 1. 2002. Приступљено 7. 6. 2015.
- James, Clive (25. 3. 2007). „Reich Star”. The New York Times. Приступљено 2. 6. 2015.
- Jagernauth, Kevin (11. 3. 2011). „Steven Soderbergh Reveals He Dropped A Leni Riefenstahl Biopic To Do 'Contagion' Instead”. The Playlist. Приступљено 7. 6. 2015.
- Kennicott, Phillip (29. 11. 2005). „Art of Justice: The Filmmakers at Nuremberg”. The Washington Post. Приступљено 5. 6. 2015.
- Kit, Borys (29. 9. 2014). „'Game of Thrones' Actress to Play Leni Riefenstahl in Jesse Owens Biopic”. The Hollywood Reporter. Приступљено 2. 10. 2014.
- Kramer, Hilton (9. 2. 1975). „The Evolution of Susan Sontag”. The New York Times. Приступљено 2. 9. 2019.
- „Leni Riefenstahl 1902–2003”. HSC Online (Charles Sturt University). Архивирано из оригинала 10. 10. 2014. г. Приступљено 5. 6. 2015.
- „Leni Riefenstahl: The Casualty of Triumph”. World Press Review. 22. 8. 2014. Приступљено 7. 6. 2015.
- „Leni Riefenstahl Biography”. University of Washington. 2008. Приступљено 28. 5. 2015.
- „Leni Riefenstahl Biography”. Leni Riefenstahl. 2001. Приступљено 7. 6. 2015.
- „Leni Riefenstahl Hurt in Sudan Crash”. BBC News. 1. 3. 2001. Приступљено 7. 6. 2015.
- Mathews, Thomas. „Leni: The Life and Work of Leni Riefenstahl, by Steven Bach”. The Independent. Приступљено 3. 6. 2015.
- Morris, Gary (1. 11. 1999). „Lonesome Leni: Wonderful, Horrible Life of Leni Riefenstahl”. Bright Lights Film Journal. Приступљено 4. 1. 2008.
- Moore, Charles (10. 9. 2003). „Leni Riefenstahl”. The Daily Telegraph. Приступљено 3. 6. 2015.
- Müller, Ray (23. 3. 1999). The Wonderful, Horrible Life of Leni Riefenstahl (television documentary). Omega Film GmbH. Приступљено 2. 6. 2015.
- „Nazi Propaganda Photos Withdrawn”. BBC News. 25. 6. 2005. Приступљено 3. 6. 2015.
- Riding, Alan (10. 9. 2003). „Leni Riefenstahl, Film Innovator Tied to Hitler, Dies at 101”. The New York Times. Приступљено 3. 6. 2015.
- Rollyson, Carl (7. 3. 2007). „Leni Riefenstahl on Trial”. The New York Sun. Архивирано из оригинала 14. 10. 2008. г. Приступљено 2. 6. 2015.
- Sontag, Susan (6. 2. 1975). „Fascinating Fascism”. The New York Review of Books. Приступљено 2. 9. 2019.
- „American Publicity Tour With Olympia”. F-R Publishing Corporation. 2007. Приступљено 2. 6. 2015.
- Robert, Douglas (31. 8. 2013). „The Unrepentant Leni Riefenstahl”. Critics at Large. Приступљено 3. 6. 2015.
- Smith, Sandra (11. 9. 2003). „What They Said About... Leni Riefenstahl”. The Guardian. Приступљено 7. 6. 2015.
- Steinberg, Stefan (15. 9. 2003). „Leni Riefenstahl – Propagandist For the Third Reich”. International Committee of the Fourth International. Приступљено 7. 6. 2015.
- „Triumph of the Will”. The History Place. 2001. Приступљено 2. 6. 2015.
- Trimborn, Jürgen (25. 3. 2007). „Leni Riefenstahl”. The New York Times. Приступљено 2. 6. 2015.
- „Valeria Schulczová, Roman Olekšák: Leni” (на језику: словачки). Slovenské Národné Divadlo (SND). 15. 4. 2014. Архивирано из оригинала 4. 3. 2016. г. Приступљено 7. 6. 2015.
- Whipp, Glenn (16. 8. 2009). „Quentin Tarantino's 'Basterds' Is a Glorious Mash-up”. Los Angeles Times. Приступљено 7. 6. 2015.